# Gilalita
La gilalita és un mineral de la classe dels silicats.

## Característiques
La gilalita és un silicat de fórmula química Cu₅Si₆O17·7H₂O. Cristal·litza en el sistema monoclínic. Es troba en forma d'esfèrules de fibres radials, de fins a 0,3 mil·límetres. La seva duresa a l'escala de Mohs és 2.
Segons la classificació de Nickel-Strunz, la gilalita pertany a «09.HE - Silicats sense classificar amb Cu i/o Zn» juntament amb l'apatxita.

## Formació i jaciments
Va ser descoberta l'any 1980 a la mina Christmas, al districte de Banner del comtat de Gila, a Arizona (Estats Units). També als Estats Units ha estat descrita a la mina Boss, al comtat de Clark (Nevada). Se n'ha trobat gilalita també a São José da Batalha (Ceará, Brasil) i al districte de Lavrion (Grècia).